# Зінченко Анатолій Олексійович
Анатолій Олексійович Зінченко (рос. Анатолий Алексеевич Зинченко, нар. 8 серпня 1949, Сталінськ, СРСР) — перший радянський футболіст, якому офіційно було дозволено виступати за кордоном. Гравець збірної СРСР. Майстер спорту міжнародного класу.

## Клубна кар'єра
У дорослому футболі дебютував 1967 року за команду «Трактор» (Волгоград), яка на той час виступала у другій групі класу «А». За два сезони провів 26 лігових матчів.
Строкову військову службу проходив в армійському клубі з Ростова-на-Дону. Першу гру в новому колективі провів 30 жовтня 1968 року проти ленінградського «Зеніта». Перший гол в еліті радянського футболу забив у ворота одеського «Чорноморця». У СКА молодому нападнику вдалося пограти з Олексієм Єськовим, Володимиром Проскуріним, Олегом Копаєвим і Валентином Афоніним.
У цей час ростовський клуб двічі грав у фіналах кубка СРСР, але обидва рази невдало. 1969 року відкрив рахунок у вирішальному матчі, але після перерви, завдяки голам Геннадія Лихачова і Володимира Булгакова, перемогу здобули львівські «Карпати».
Особливо прикрою стала друга поразка — після голу Зінченка СКА вигравав у «Спартака» (2:1), але за 22 секунди до завершення основного часу Геннадій Логофет зрівняв рахунок. Був призначений додатковий матч, у якому сильнішою виявилася московська команда. В роки кубкових звитяг обирався до списку «33 кращих футболістів», обидва рази під третім номером. У цей час отримав звання «Майстер спорту».
Своєю грою за останню команду привернув увагу Євгена Горянського, який очолював «Зеніт». Протягом трьох років був гравцем основного складу і одним з головних бомбардирів команди. 1976 року, через непорозуміння з новим наставником Германом Зоніним, був змушений перейти до іншого ленінградського клубу — «Динамо».
«Динамівці», вперше в своїй історії вилетіли до другої ліги, але в першому ж сезоні переміг у своїй зоні і здобув підвищення у класі. 1977 року Зінченко став кращим бомбардиром першої ліги — 19 забитих м'ячів. Через рік «Зеніт» очолив Юрій Морозов, який повернув нападника до складу своєї команди.
У 1980 році редактор спортивного відділу австрійської газети «Фольксштімме» Курт Частка звернувся до керівництва Держкомспорту СРСР з проханням, направити до складу віденського «Рапіда» досвідченого радянського футболіста. Враховуючи тісні зв'язки між Комуністичною партією Австрії і КПРС, а також те, що «Рапід» — на противагу «Аустрії» — вважався «робітничою командою», прохання австрійського журналіста розглянули позитивно.
До Австрії вирішили направити Анатолія Зінченка, який прилетів до Відня 28 жовтня 1980 року і став першим легіонером серед радянських футболістів. Офіційно його оформили техніком при торговельному представництві і зарплату отримував при посольстві.
У клубі відразу порозумівся з чемпіоном Європи Антоніном Паненкою і супербомбардиром Гансом Кранклем. Це тріо зробило величезний внесок у перемогу в національному чемпіонаті, після тринадцятирічної перерви. В сезоні 1982/83 «Рапід» зробив дубль, став найкращою командою у першості і кубку Австрії.
| Сезон             | Команда           | Чемпіонат         | Чемпіонат | Чемпіонат | Кубок | Кубок | Єврокубки | Єврокубки | Єврокубки |
| Сезон             | Команда           | Ліга              | Ігри      | Голи      | Ігри  | Голи  |           | Ігри      | Голи      |
| ----------------- | ----------------- | ----------------- | --------- | --------- | ----- | ----- | --------- | --------- | --------- |
| 1980/81           | «Рапід»           | Д-1               | 2         | 0         | —     | —     | —         | —         | —         |
| 1981/82           | «Рапід»           | Д-1               | 32        | 6         | 1     | 0     | КУ        | 6         | 0         |
| 1982/83           | «Рапід»           | Д-1               | 11        | 0         | 2     | 0     | КЄЧ       | 1         | 0         |
| Усього за кар'єру | Усього за кар'єру | Усього за кар'єру | 45        | 6         | 3     | 0     |           | 7         | 0         |

За вдалий виступ в австрійському клубі, Зінченко отримав звання «Майстер спорту СРСР міжнародного класу». Після повернення додому працював тренером з низкою радянських і російських клубів.
| Дата       | Місто   | Господарі | Результат | Гості    | Турнір           | Голи | Примітки |
| ---------- | ------- | --------- | --------- | -------- | ---------------- | ---- | -------- |
| 24/09/1969 | Белград | Югославія | 1 – 3     | СРСР     | товариський матч | -    | 78'      |
| 28/03/1973 | Пловдив | Болгарія  | 1 – 0     | СРСР     | товариський матч | -    | 46'      |
| 21/06/1973 | Москва  | СРСР      | 0 – 1     | Бразилія | товариський матч | -    |          |
| Усього     |         | Матчів    | 3         |          | Голів            | 0    |          |

## Досягнення
- Чемпіон Австрії (2): 1982, 1983
- Володар кубка Австрії (1): 1983
- Фіналіст кубка СРСР (2): 1969, 1971
- Кращий бомбардир першої ліги (1): 1977 (19 голів)
- У списку «33 кращих футболістів сезону» (2): № 3 (1969, 1971)